# Atlantisch orkaanseizoen 1986
Het Atlantisch orkaanseizoen 1986 duurde van 1 juni 1986 tot 30 november 1986. Het seizoen 1986 was een beneden normaal seizoen wat betreft de activiteit. Het seizoen telde zes tropische stormen, die allemaal een naam kregen. Vier tropische stormen promoveerden tot orkaan, maar geen enkele bereikte de derde categorie. De beneden normale activiteit was vooral te danken aan het feit, dat er een el Niño heerste in 1986. De opvallendste orkanen was Charley. Charley stak de Atlantische Oceaan over en veroorzaakte als extratropische storm aanzienlijke schade op de Britse Eilanden.

## Cyclonen

### Tropische storm Andrew
Rond het begin van het seizoen ontstond boven het noorden van de Caraïbische Zee een ongeorganiseerde storing, die reeds overvloedige regenval bracht en op Jamaica overstromingen teweegbracht, die reeds enkele slachtoffers eisten. De storing trok noordwaarts over Cuba en de Bahama's en begon zich te ontwikkelen. Boven de Bahama's werd aan het aardoppervlak een zwakke depressie aangetroffen met een gering drukverval en circulatie, maar ook op grote hoogte was de circulatie als van een lagedrukgebied (cyclonale circulatie). Dit paste zeer goed bij een subtropische cycloon (een tropische cycloon heeft een anticyclonale uitstoot, dus met winden op grote hoogte als van een hogedrukgebied). Op 5 juni ontstond zo een subtropische depressie net ten noordoosten van de Bahama's, die naar het noordnoordwesten koerste. De subtropische depressie ontwikkelde zich tot tropische cycloon (de anticyclonale circulatie op grote hoogte verdween) en promoveerde tegelijk tot tropische storm Andrew op 6 juni op 400 km ten zuidoosten van Charleston in South Carolina.
Andrew draaide bij naar het noorden en noordoosten en liep nu parallel aan de Amerikaanse oostkust. Op 7 juni bereikte Andrew zijn hoogtepunt voor de kust van North Carolina met windsnelheden van 83 km/uur en een minimale druk van 999 mbar. De volgende dag werd Andrew ten zuiden van Nova Scotia opgenomen door een groot, niet-tropisch lagedrukgebied boven het oosten van Canada. Er werden aan de Amerikaanse kust geen windsnelheden van windkracht 8 of meer waargenomen, hoewel Andrew Kaap Hatteras op 110 km afstand passeerde. Afgezien van de slachtoffers, die er op Jamaica vielen vóór de cyclogenesis van Andrew, verdronk er één iemand aan de kust van North Carolina, die mee werd gesleurd door een ongewoon sterke onderstroming, die werd toegeschreven aan Andrew.

### Orkaan Bonnie
Op 20 juni werd een vortex in de middelste en hogere lagen van de atmosfeer ontdekt, die samen hing met een front, dat zich over het noorden van Florida en het uiterste noordoosten van de Golf van Mexico uitstrekte. Dit systeem bewoog naar het zuiden en de circulatie begon zich naar het aardoppervlak te verplaatsen. Op 22 juni was er sprake van een lagedrukgebied en de volgende dag was de diepe convectie, die was ontstaan, dermate georganiseerd, dat het lagedrukgebied promoveerde tot tropische depressie 2 boven het midden van de Golf van Mexico. Tropische depressie 2 was hiermee de tweede tropische cycloon van de maand juni, iets dat niet vaak voorkomt. Tropische depressie 2 trok westnoordwestwaarts en promoveerde de volgende dag tot tropische storm Bonnie. Bonnie nam nu snel in kracht toe en promoveerde op 25 juni tot orkaan. Daarna draaide Bonnie naar het noordwesten en bereikte op 26 juni haar hoogtepunt met windsnelheden van 140 km/uur en een minimale druk van 990 mbar.
Op datzelfde moment landde zij op de Texaanse kust, nabij de grens met Louisiana. Bonnie draaide nu bij naar het noordnoordwesten, noorden en noordoosten en verzwakte boven land snel. Dezelfde dag nog degradeerde Bonnie tot tropische storm en enkele uren later op 27 juni tot tropische depressie, die over Texas, Arkansas en Missouri trok en boven laatstgenoemde staat oploste. Bonnie was de – tot dat moment – elfde orkaan in de maand juni, die de Verenigde Staten trof en eiste drie mensenlevens en veroorzaakte $2 miljoen schade (niet gecorrigeerd naar inflatie). Een gedeeltelijk verlamde vrouw was niet instaat haar huis te verlaten, toen het vlam vatte. Er was sprake van één dijkdoorbraak in Thicket Lake Estates in Liberty County en in het zuidwesten van Louisiana gingen 25 woningen, caravans en stacaravans verloren.

### Tropische depressie 3
Over tropische depressie 3 is helaas weinig bekend.

### Tropische depressie 4
Op 4 augustus ontstond er boven het westen van de Golf van Mexico een tropische onweersstoring, die zich ontwikkelde tot tropische depressie 4. Tropische depressie 4 trok naar het noordnoordwesten en landde op de Texaanse kust, nabij Corpus Christi. Op 6 augustus loste tropische depressie 4 boven het zuiden van Texas op.

### Orkaan Charley

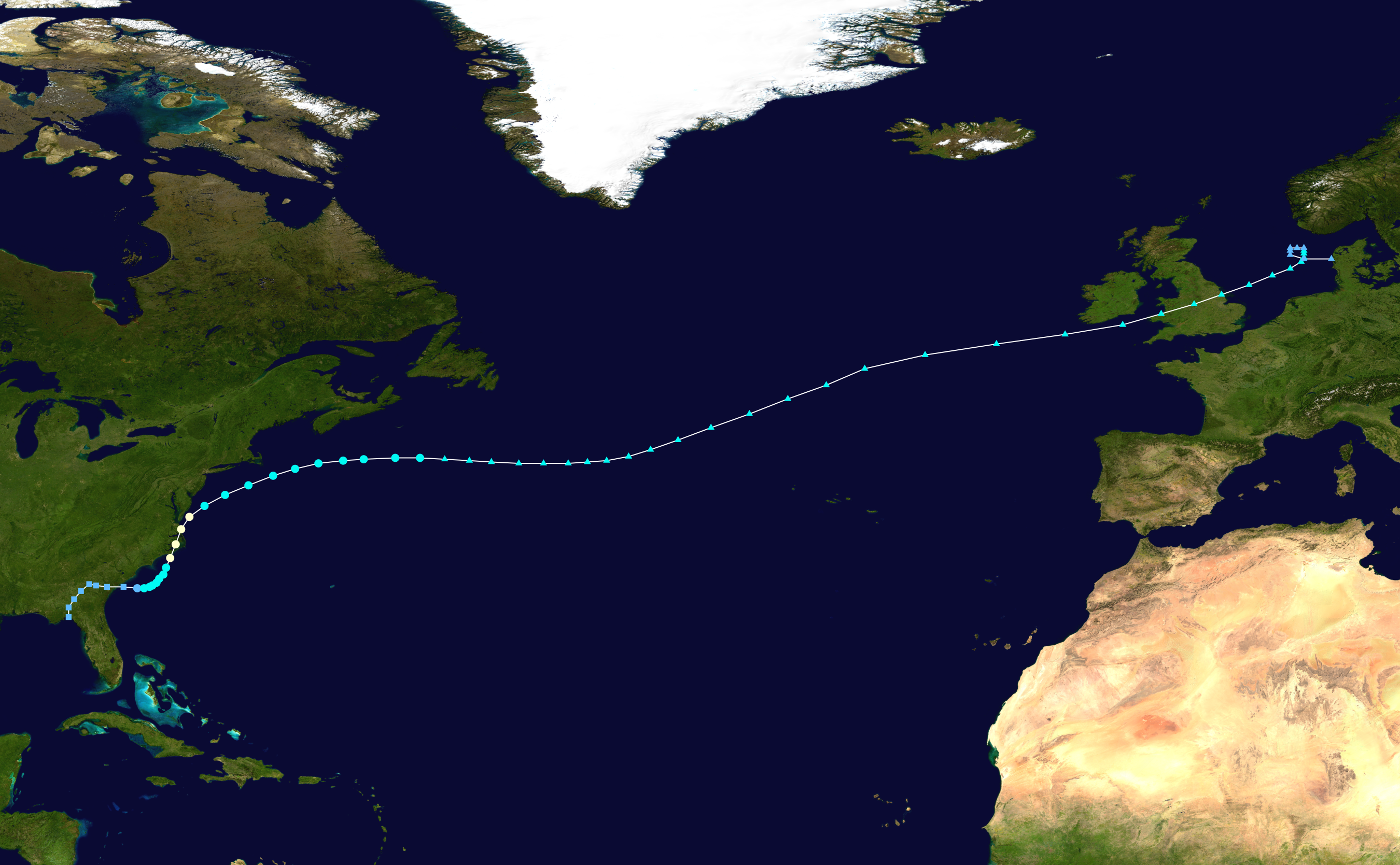
Het parcours van orkaan Charley. Verklaring: Driehoek: subtropische cycloon, cirkel: tropische cycloon, vierkant: extratropische lagedrukgebied. Kleuren turkoois: depressie, beneden tropischestormsterkte, groen: tropische respectievelijk extratropische cycloon, wit: orkaan, eerste categorie.

Een uitloper van lage druk, die zich over het zuiden van Florida en het zuidoosten van de Golf van Mexico uitstrekte, begon op 11 augustus onweersbuien te veroorzaken. Deze buienactiviteit spreidde zich uit en de volgende dag ontstond er een breed lagedrukgebied boven het zuidoosten van de Golf van Mexico. Dit lagedrukgebied was slecht georganiseerd en trok langzaam naar het noorden, langs de westelijke kust van Florida, en werd iets beter georganiseerd. Op 13 augustus ontstond een subtropische depressie, die over het uiterste noordwesten van Florida en het zuiden van Georgia trok, alwaar zij fuseerde met een oplossend frontensysteem. De subtropische depressie draaide naar het oosten en kwam voor de kust van Georgia boven de Atlantische Oceaan. De subtropische depressie won aan tropische kenmerken boven de golfstroom en promoveerde op 15 augustus voor de kust van South Carolina tot tropische depressie, die een paar uur later tot tropische storm Charley.
Aanvankelijk trok Charley naar het oosten als gevolg van een rug van hoge druk aan zijn noordflank. Daarna naderde een uitloper van lage druk vanuit het westen, die Charley naar het noordnoordoosten duwde. Charley won boven de warme golfstroom snel aan kracht en promoveerde op 17 augustus tot orkaan en landde dezelfde dag op Outer Banks, North Carolina met windsnelheden van 120 en een minimale druk van 990 mbar. Een paar uur later bereikte Charley 987 mbar en kwam terug boven de Atlantische Oceaan. Charley degradeerde op 18 augustus tot tropische storm en draaide steeds meer naar het noordoosten en oostnoordoosten en begon aan een oversteek van de Atlantische oceaan. Op 19 augustus nam Charley een front in zich op en begon langzaam zijn tropische kenmerken te verliezen.
Op 21 augustus was Charley geen tropische cycloon meer en was getransformeerd tot een brede, niet-tropische stormdepressie. De extratropische Charley bereikte op 26 augustus de Britse Eilanden en draaide boven de Noordzee een lus, alvorens op 30 augustus ten westen van Denemarken op te lossen. Charley eiste vijf mensenlevens en veroorzaakte $1.000.000,- schade ($1.700.000,- gecorrigeerd voor inflatie, 2005) in de Verenigde Staten en £47 miljoen in Ierland als extratropische cycloon.

### Tropische storm Danielle
Op 1 september trok een tropische onweersstoring van de Afrikaanse kust westwaarts. De storing trok over de Oceaan en kwam boven de westelijke helft van de Atlantische Oceaan tot ontwikkeling; ruim ten oosten van de Bovenwindse Eilanden ontstond uit de tropische onweersstoring op 7 september een tropische depressie. De tropische depressie trok naar het westnoordwesten en promoveerde nog dezelfde dag tot tropische storm Danielle. Vlak voordat Danielle de Bovenwindse Eilanden bereikte, bereikte zij haar hoogtepunt met windsnelheden tot 93 km/uur en een minimale druk van 1000 mbar. In de Caraïbische Zee begon Danielle schering te ondervinden, die haar beroofde van haar diepe convectie en zij verzwakte snel. Op 9 september degradeerde Denielle tot tropische depressie, die op 10 september boven de Caraïbische Zee, halverwege Cuba en de Colombiaanse kust oploste.

### Orkaan Earl
Op 4 september trok een krachtige tropische golf westwaarts, die zich tot een tropische onweersstoring ontwikkelde, tussen de Afrikaanse kust en de archipel Kaapverdië. Verder westwaarts lag een lagedrukgebied op grote hoogte, dat de onweersstoring meer en meer van haar diepe convectie ontdeed. De diepe convectie hergroepeerde zich echter op hogere breedte en onder de convectie ontstond een nieuw centrum, terwijl het lagedrukgebied op grote hoogte naar het zuidwesten begon weg te trekken. Dit in combinatie met een hogedrukgebied aan de noordflank van het nieuwe centrum, zorgde ervoor dat het nieuwe systeem op 10 september promoveerde tot tropische depressie. Het hogedrukgebied op grote hoogte bouwde zich snel op en zorgde voor een zeer goede uitstoot. Binnen 24 uur nadat de tropische depressie was ontstaan, promoveerde zij op 11 september tot tropische storm Earl en 18 uur later tot orkaan. Earl intensiveerde van een 1010 mbar tropische depressie tot een 998 mbar orkaan met windsnelheden van 130 km/uur in nog geen etmaal. Earl trok naar het noordwesten over de Atlantische Oceaan en bereikte op 14 september zijn hoogtepunt met windsnelheden van 167 km/uur en een minimale druk van 979 mbar.
Earl was intussen naar het noordnoordoosten en later naar het oostnoordoosten gedraaid. De koers van de orkaan had een grillig verloop, dat alleen door baroklinische interactie met andere systemen werd beïnvloed. De straalstroom bleef ver ten noorden van Earl en had geen invloed op hem. Earl trok op 15 september naar het zuidoosten en verzwakte langzaam. Op 16 september trok een uitdiepend niet-tropisch lagedrukgebied met uitloper op grote hoogte over het bijbehorende koufront naar het oosten van de Amerikaanse kust. Hierdoor zakte voor dit systeem uit de druk aan de noordwestflank van Earl en werd hij daardoor terug naar het noordwesten gezogen. Daarna bouwde een hogedrukgebied zich op aan de oostflank van Earl en Earl zat nu tussen de twee systemen gevangen. Het hogedrukgebied en het lagedrukgebied werkten samen, om Earl versneld naar het noordnoordoosten te schieten; boven koeler water verloor Earl op 19 september zijn tropische kenmerken en op hetzelfde moment viel hij onder de orkaandrempel boven het noorden van de Atlantische Oceaan. De extratropische Earl verdween op 20 september boven het polaire deel van de oceaan. Earl was de sterkste orkaan van het seizoen.

### Orkaan Frances
Op 15 november werd op satellietbeelden een gebied met bewolking waargenomen ten oosten van de Bovenwindse Eilanden. Op 17 november ontwikkelde zich een circulatie in het gebied met een centrum op 490 km ten oostnoordoosten van San Juan op Puerto Rico. Het gebied trok naar het noordnoordwesten en promoveerde op 18 november tot tropische depressie. Op 19 november promoveerde de tropische depressie tot tropische storm Frances, die naar het noorden trok. Frances won aan kracht en draaide onder invloed van een blokkerend hogedrukgebied aan haar noordflank naar het noordoosten. Op 20 november promoveerde Frances tot orkaan en bereikte haar hoogtepunt met windsnelheden tot 140 km/uur en een druk van 1000 mbar. Het hogedrukgebied moest wijken voor een niet tropische depressie, die aan Frances' noordwestflank verscheen, waardoor Frances opnieuw naar het noorden draaide en zowel verzwakte als haar tropische kenmerken begon te verliezen. Op 21 november degradeerde Frances tot een snel verzwakkende tropische storm, die de volgende dag door het niet-tropische lagedrukgebied werd opgenomen.

## Namen
De lijst met namen voor 1986 was dezelfde als die van 1980, met dat verschil, dat Andrew in de plaats was gekomen van Allen. De lijst werd opnieuw gebruikt in 1992. De naam Andrew werd voor het eerst gebruikt.
| - Andrew - Bonnie - Charley - Danielle - Earl - Frances - Georges (niet gebruikt) | - Hermine (niet gebruikt) - Ivan (niet gebruikt) - Jeanne (niet gebruikt) - Karl (niet gebruikt) - Lisa (niet gebruikt) - Mitch (niet gebruikt) - Nicole (niet gebruikt) | - Otto (niet gebruikt) - Paula (niet gebruikt) - Richard (niet gebruikt) - Shary (niet gebruikt) - Tomas (niet gebruikt) - Virginie (niet gebruikt) - Walter (niet gebruikt) |